# Saga (groupe)
Pour les articles homonymes, voir Saga (homonymie).
Saga est un groupe de rock progressif canadien, originaire d'Oakville, en Ontario. Il est formé en 1977 par Michael Sadler et Jim Crichton. Issu du rock progressif post-1970, le groupe canadien tire ses influences des musiques hard rock, blues, funk, électronique et classique. La musique du groupe est en particulier caractérisée par une utilisation intensive des claviers, avec parfois trois de ses musiciens en jouant simultanément, aussi bien en studio que sur scène : le claviériste attitré, le chanteur, mais aussi le bassiste qui alterne ses parties à la basse électrique et au synthétiseur.
Saga est l’un des groupes néo-prog qui connaît le plus grand succès sur une échelle internationale, aux côtés de Marillion et Pendragon, parmi d’autres. Il est le premier groupe rock canadien à jouer au-delà du rideau de fer. Ses plus grands succès commerciaux comptent l’album Worlds Apart (1981), lequel atteint des sommets sur le Mainstream Rock Tracks avec le titre On The Loose qui réussit à se classer en 3e position, puis avec l’album Heads or Tales (1983) dont la chanson The Flyer atteint la 19e position du Maintream Rock Tracks, deux albums produits par Rupert Hine.

## Biographie

### Débuts
Le groupe originellement formé de cinq membres, dont trois membres faisaient partie du groupe Fludd en 1977, est premièrement connu sous le nom de Pockets. Le groupe connaît des hauts et des bas au tout début de sa carrière. Après la sortie de son premier album homonyme en juin 1978, le groupe éprouve de nombreuses difficultés financières, mais connaît un succès retentissant en Europe, particulièrement en Allemagne. Michael Sadler et Jim Crichton composaient ensemble les chansons pour le groupe, qui jouait, à cette époque, dans des bars et des clubs modestes du sud et du nord de l’Ontario. Dès 1978, Paul Gross, copropriétaire des Phase One Studios, prend le groupe sous son aile et devient son producteur. Celui finance les trois premiers albums du groupe aux côtés du premier manager du groupe Saga, Clive Corcoran. Alors que son premier album connaît un succès assez modeste au Canada, le groupe réussit à vendre près de 35 000 albums en Allemagne, en Hollande et en Suisse.
La carrière du jeune groupe est donc lancée en 1980 alors que les musiciens d’origine ontarienne jouent en première partie du groupe Styx lors de leur tournée en Europe. Une opportunité qui leur permet l’année suivante (1981) de faire une tournée solo très réussie en Europe où le groupe visite, entre autres, l’Angleterre et l’Allemagne. Le groupe joue également en tournée avec des groupes tels que UK, Pat Benatar, Billy Squier ou Jethro Tull, mais ne connaît pas de plus grand succès aux États-Unis que celui connu avec Worlds Apart.

### Séparations, rencontres et réunions

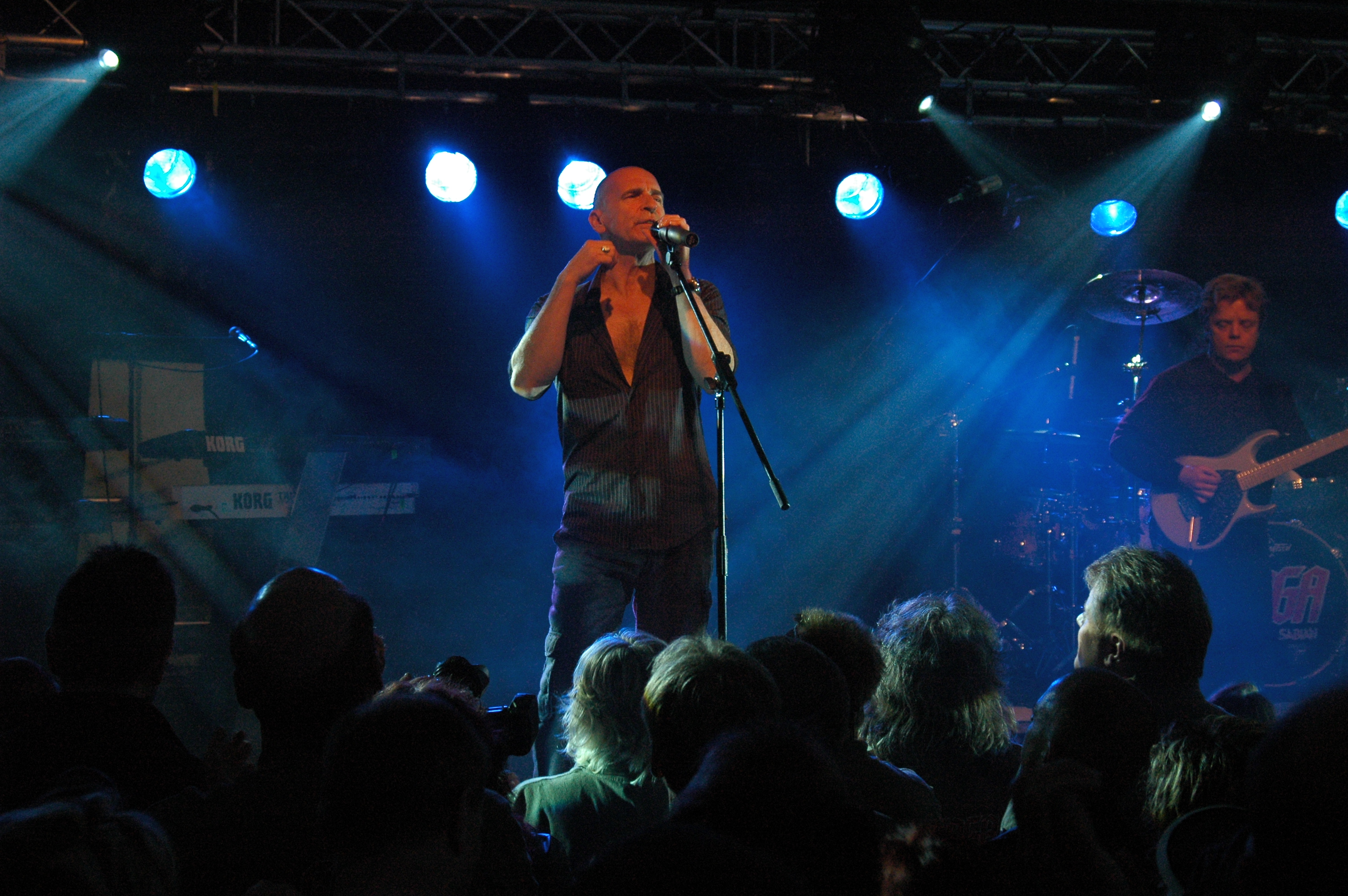
Michael Sadler en 2006.

Au cours de ses 38 ans de carrière, la formation néo-prog a vu plusieurs de ses membres quitter le groupe et y revenir pour des raisons financières ou à cause de conflits de gestion.
Peter Rochon, le premier claviériste du groupe, prend la décision de quitter le groupe Saga en 1978, un an après la formation du groupe, à cause de l’insécurité financière. Il fut remplacé en décembre 1978 par Greg Chadd, qui connut exactement le même sort que son prédécesseur. Chadd entame une poursuite judiciaire contre le groupe et la compagnie Phase One, les accusant de ne pas avoir été payé le montant approprié pour ses services en studio, une poursuite de 40 000 $. Chadd fait donc affaire avec le American Federation of Musicians, qui accordait le gain de cause au claviériste. Cependant, Clive Corcoran, impresario du groupe, insista pour ne pas lui payer le montant demandé puisque les décisions du AFM n’avaient pas à être mises en vigueur au Canada.
Steve Negus et Jim Gilmour annoncent en septembre 1986 qu’ils quittent le groupe. Un départ qui s’avère difficile et amer pour les deux musiciens qui doivent attendre près d’un an avant de recevoir l’argent que leur devait le groupe, ainsi que leurs instruments, qui étaient stockés sous clé par Clive Corcoran. Les deux anciens membres de Saga forment le groupe Gilmour Negus Project en 1989 et lancent l'album Safety Zone. Gilmour et Negus annoncent leur désir de revenir dans le groupe en 1991. Saga enregistre donc un nouvel album dès 1993, The Security of Illusion, avec les membres. Pour sa part, Steve Negus décide de quitter le groupe à nouveau en 2003 afin de poursuivre une carrière solo. Il accepte tout de même de rejoindre le groupe en 2006 et 2007 dans le cadre d’une tournée en Europe afin de remplacer le batteur du groupe de cette époque, Brian Doerner, qui s’était blessé au dos.
Après le départ de Steve Negus en 2003, le groupe travaille avec Christian Simpson, qui doit quitter le groupe en 2005 à cause d’une condition médicale, atteint d’une dystonie musculaire qui affectait l’usage de son bras gauche. Le groupe engage donc Brian Doerner en 2006, mais celui-ci subit d’importantes blessures au dos, l’empêchant de participer à la tournée européenne en 2006 avec Saga. En 2012, le batteur est victime d’une crise cardiaque, ce qui le pousse à quitter le groupe de façon définitive. Le batteur actuel du groupe est Mike Thorne, un musicien originaire de Toronto, engagé en avril 2012.
Le fidèle chanteur du groupe, Michael Sadler, annonce qu’il doit quitter le groupe en 2007. Une décision prise à cause de plusieurs raisons personnelles, dont des problèmes d’alcoolisme qu’il dut régler dans un centre de désintoxication, mais également pour des raisons familiales. Le chanteur quitte donc le groupe, laissant plusieurs admirateurs en peine. Le groupe recrute le chanteur Rob Moratti, ancien chanteur de Final Frontier, mais ne connaît pas une aussi grande popularité auprès du public. En 2009, le groupe lance l’album The Human Condition avec Moratti comme chanteur principal, il s’agit du seul album dans lequel Michael Sadler n’ait pas participé. De ce fait, Sadler annonce son retour dans le groupe en 2011 après quatre ans d’absence. Dans le but de faire un retour marqué auprès des admirateurs, le groupe enregistre l’album 20/20 et fait une tournée européenne remarquée dans l’année qui suit.

### Production et impresarios

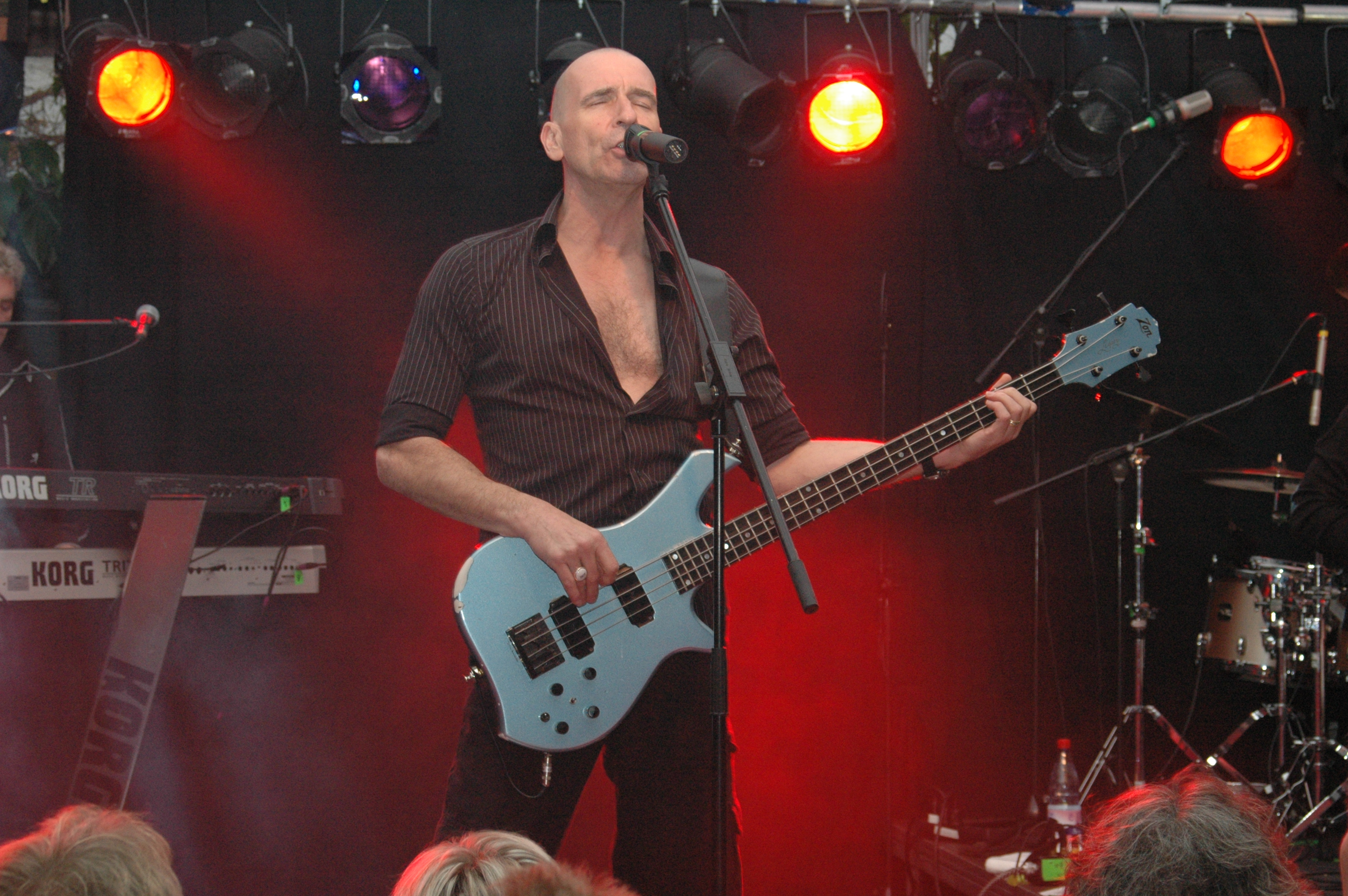
Michael Sadler en 2006.

Depuis ses débuts, Saga côtoie plusieurs producteurs et travaille avec différents impresarios. Cheikh Zankabour ainsi que Paul Gross, producteur et copropriétaire chez Phase One Studios, fut le premier producteur du groupe en 1978. Celui-ci finance les trois premiers albums qui sont enregistrés à Toronto. Paul Gross construit le studio Phase One en 1974, juste après avoir quitté le groupe Wishbone, dans lequel il jouait la guitare aux côtés de Peter Rochon, premier claviériste de Saga. C’est grâce à Peter Rochon que Paul Gross rencontre les membres du groupe Saga et accepte de devenir leur producteur. C’est d’ailleurs Paul qui donne le surnom « Daryl » à Jim Gilmour afin d’éviter la confusion entre le claviériste et le bassiste du groupe, Jim Crichton.
La formation néo-prog s’associe à l’impresario Clive Corcoran au cours de l’enregistrement de son premier album. Clive Corcoran, qui travaillait auparavant pour une station de radio à Toronto, rencontre le groupe à travers un des membres du groupe Truck, Marty Morin. Clive Corcoran entretenait des relations professionnelles avec Zoran Busic, qui se sont avérées très importantes pour le groupe Saga puisque Busic est le dessinateur du personnage de la libellule cyborg qui orne la pochette de plusieurs albums du groupe. Clive et Zoran ouvrent donc le Corcoran Busic Management. Clive Corcoran invite Jim Gilmour à se joindre au groupe en 1980, une décision qui se montre importante pour Saga à une époque où le groupe devait changer de claviériste à chaque album.
Les tensions commencent à se faire sentir entre Clive et Greg Chadd (l'ancien claviériste du groupe) à cause d’une erreur administrative commise par Clive. L'impresario avait oublié d'envoyer la documentation nécessaire afin d'obtenir des visas de travail aux États-Unis. Greg Chadd, ayant remarqué l'erreur, put rétablir la situation. Paul Gross fait également l’expérience de conflits de gestion avec l’impresario du groupe en 1983 alors que celui-ci tente de contourner les paiements qui lui étaient dus. De plus, Paul, le producteur du groupe à l’époque, apprit en écoutant la radio, que Saga s’était nouvellement associé au producteur Rupert Hine. Une nouvelle qu’il prit amèrement. Cependant, Paul Gross fut réengagé par le groupe en 2006. Le groupe doute des capacités et de l’intérêt de Clive Corcoran pour le groupe autour de l’an 1986. Après ces événements, qui poussent le groupe à croire que son impresario ne prenait plus des décisions qui lui permettaient d’avoir un succès commercial grandissant, Saga renvoie Clive. Cependant, ils ne seront que complètement indépendants de l’impresario qu’en 1990. À ce jour, Clive Corcoran encaisse entre 20 000 $ - 30 000 $ grâce au groupe Saga à cause de ses droits sur les quatre premiers albums du groupe.
Clive Corcoran est remplacé par Michael Ellis. Steve Negus était hautement préoccupé par la situation économique du groupe et était le seul membre à questionner la gestion de Ellis, qui lui avait fait perdre plusieurs opportunités de spectacles. Leur relation tourne vite au vinaigre et pousse à nouveau Negus à quitter Saga en 2003. Comme le groupe l’avait vécu avec Corcoran, Ellis se verra mettre à la porte en 2005 pour avoir faussement dirigé les fonds du groupe.
Geoff Kent et Mike Filsinger furent donc engagés temporairement afin de remplacer Michael Ellis. Geoff Kent n’avait jamais été impresario avant et cela eut un effet néfaste sur le groupe, surtout lors du lancement de l’album Trust en 2006. Le groupe réengage à ce moment Paul Gross comme producteur et engage Andi Charal, un technicien du son fidèle au groupe, afin de supporter Geoff Kent.

### Séparation et nouvelle tournée
En janvier 2017, Michael Sadler annonce le retrait de Saga après une tournée d'adieu baptisée Final Chapter. Il explique également qu'une performance spéciale se fera lors de l'édition 2018 du Cruise to the Edge en février 2018,. Le groupe joue son dernier concert au Phoenix Concert Theatre de Toronto le 24 février 2018, mettant ainsi un terme à Saga.
Le 25 décembre 2018, Michael Sadler confirme sur Facebook que le groupe jouera 2 concerts, un le 12 avril 2019 au Club Soda de Montréal, et l'autre le 13 avril 2019 à la salle Sylvain-Lelièvre à Québec. Ils seront également tête d'affiche au Progstock Festival à Rahway dans le New Jersey en octobre 2019. Le groupe joue également 5 concerts Sounds Of Summer 2019 en Allemagne avec Dusty Chesterfield en remplacement de Jim Chrichton, et annonce une tournée en 2020.
Le 18 février 2020, SAGA saga démarre sa nouvelle tournée Out of the Shadows, reportée en 2021 du fait de la pandémie de Covid-19.

## Projets parallèles
Certains membres de la formation canadienne étendent leur carrière musicale à l’extérieur du groupe. Comme déjà mentionné plus tôt, Steve Negus et Jim Gilmour, après avoir quitté le groupe en 1986 avant de le réintégrer en 1992, créent le groupe Gilmour Negus Project. Le claviériste et le batteur s’associent au chanteur Robbie Bevan et au bassiste Jeff Jones dans le cadre du projet. Le groupe enregistre l'album Safety Zone en 1989. Le disque, produit par Virgin Records, fut lancé en septembre 1989.
Après son départ définitif en 2003, Steve Negus travaille sur un nouvel album solo avec Al Langlade, Dare to Dream, lancé quatre ans après son départ, soit en 2007. Avec Negus à la batterie et Langlade à la voix, les partenaires collaborent avec plusieurs musiciens afin de créer un album rock progressif. À leurs côtés, Ian Nielsen à la basse, Dan Elliot et John Willett à la flute, Kenny McLaren, Mark Severns et Phil Kott à la guitare, toujours en collaboration avec Jim Gilmour et Matt Whale aux claviers et finalement Jack Pedler et Tony Furtado aux percussions tribales. Le batteur se joint également au groupe de RnB Powerhouse, localisé à Hamilton en Ontario.
Contrairement aux autres membres du groupe qui ont continué de produire des albums rock et néo-prog, Jim Gilmour, dont le vrai nom, qu'il emploie dans le cadre de ce projet, est plutôt James Gerrard Gilmour, lance un album solo de musique instrumentale classique. L’album, lancé en 1996 et produit par le label canadien Eclipse, s’intitule Instrumental Encounters. Avec la participation de cinq musiciens interprètes, Gilmour compose pour la clarinette, qu’il interprète lui-même sur l’album, l’accordéon et le piano, qu’il interprète aussi, la guitare à douze cordes et la guitare classique, jouées par Peter Mathers, la guitare acoustique, avec John Bianchini, la basse, Marty Jones et les percussions, Terry Crawford. En plus de son album classique, Jim Gilmour lance un nouvel album solo prog-rock, Great Escape, en 2006. Avec la collaboration du label Progrock Records, Jim Gilmour compose Great Escape, un album solo dans lequel on peut l’entendre jouer les claviers, ainsi qu’assumer le rôle de chanteur principal. Les musiciens avec qui l’artiste travaille dans le cadre de cet album furent John Bianchini, à la guitare, Christian Simpson et Roger Banks, qui se partageaient la batterie.
Jim Crichton, grâce à un partenariat avec Keith Olsen, ouvre son propre studio, Sound Image Studios, à Los Angeles en 1989. Celui-ci se spécialise en ingénierie de son et en production et accueille plusieurs artistes de renom dont Jessica Simpson, South Park et Yes, pour n’en nommer que quelques-uns. Saga profite de cet avantage et enregistre entre autres l’album The Beginner’s Guide to Throwing Shapes, lancé en 1989, avec Sound Image Studios.
Ian Crichton lance son premier album solo en 1995. L’album Welcome to the Boom Boom Room fut produit en collaboration avec le label No Bull Records, en Autriche. Son groupe, le Ian Crichton Band, met en vedette le chanteur Paul Macausland, le bassiste Pat Kilbride et le batteur Paul Delong et Ian Crichton lui-même comme guitariste. Crichton lance un deuxième album en 1997, Getthos by Design, en collaboration cette fois avec MAE Records au Canada. Le guitariste s’entoure alors des batteurs John Bouvette et Rob Turi (qu’on entend seulement sur le onzième morceau de l’album) et du groupe de chanteurs A.C., formé d’André Visior et de Carsten Stoll.
Le chanteur Michael Sadler travaille sur différents projets dans les années 1990 en plus de travailler avec Saga. Il travaille entre autres comme chanteur studio pour des artistes tels que Bobby Kimball sur son album Rise Up et Justin Hayward and Friends Sing the Moody Blues Classic Hits pour l’album Classic Moody Blues Hits en 1994. En 1998, le chanteur lance l’album Back Where you Belong. Il travaille sur cet album avec plusieurs musiciens dont Tom Seeberg aux claviers, Markus Deml à la guitare et Ian Morgan pour les chœurs. Après son expérience au centre de désintoxication en 2002, Michael Sadler travaille sur un album solo, Clear. L’album fut lancé en 2004 et reflète les états d’âme du chanteur par rapport aux événements passés.

## Membres

### Membres actuels
- Michael Sadler : chant, guitare, basse, claviers (1977-2007, 2011-2018, depuis 2019)[45]
- Ian Crichton : guitare (1977-2018, depuis 2019)[45]
- Jim Gilmour : claviers, chant, clarinette, harmonica, saxophone (1980-1986, 1992-2018, depuis 2019)[45]
- Mike Thorne : batterie (2012-2018, depuis 2019)[45]
- Dusty Chesterfield : basse, claviers (2019-2024), guitare (en concert depuis août 2024, en remplacement de Ian Crichton blessé[46])

### Musicien de concert
- Mike Borkosky : basse, claviers (depuis août 2024[46])

### Anciens membres
- Jim Crichton : basse, claviers (1977-2018)[45]
- Steve Negus -:batterie (1977-1986, 1992-2003, 2006)[45]
- Peter Rochon -:claviers (1977-1978)[45]
- Gregg Chadd : claviers (1979)[45]
- Curt Cress : batterie (1987-1989)
- Glen Sobel : batterie (1997)
- Christian Simpson -:batterie (2003-2005)[45]
- Brian Doerner : batterie (2005-2012[45])
- Chris Sutherland : batterie (tournées 2007-2009) (session en studio)
- Rob Moratti : chant (2008-2011)[45]

### Musiciens de studio
- Trevor Morrell : batterie (1988)
- Tim Moore : claviers (1988)
- Graham Lear : batterie (1990)
- Richard Baker : clavier Moog (1990)
- Marcus Dem : guitare (1995)

## Chronologie
T : Tournée uniquement

## Équipe technique

### Artistes visuels
Lors de la production de son énorme collection d’albums studio, « live » et de compilations, Saga a travaillé avec de nombreux artistes visuels afin de créer des pochettes d’albums appropriées et facilement reconnaissables. On pense immédiatement à la créature de l'insecte cyborg, représentation probable d'un Saga Pedo, qui orne une dizaine de des albums et DVD du groupe. Alors que le groupe canadien était toujours associé à l’impresario Clive Corcoran, les membres de la formation font la rencontre de son partenaire Zoran Busic. Zoran Busic est donc l’artiste visuel qui créa la créature ainsi que son univers futuriste, qui est maintenant considéré comme étant le logo du groupe. Busic travaille plus spécifiquement sur les pochettes des albums Saga, en 1978, puis Silent Knight, sorti en 1980.
Penny Crichton est une autre artiste visuelle très importante dans la carrière du groupe. Mariée à Jim Crichton, elle travaille comme photographe, travaille sur certaines illustrations des pochettes d’albums et a souvent agi comme directrice à la conception visuelle pour la création des pochettes d’albums. Penny Crichton travaille sur plus d’une dizaine d’albums avec Saga depuis 1981 avec Worlds Apart et s’occupa également de la couverture de l’album solo Great Escape de Jim Gilmour en 2006. Elle travaille entre autres sur les albums In Transit (assistance à la photographie), Behaviour (photographe), Wildest Dreams (photographe), The Beginner’s Guide to Throwing Shapes (photographe et conception visuelle), Steel Umbrellas (photographe), Generation 13 (illustrations), Soft Works (photographe), Pleasure and the Pain (photographe), Detours Live (photographe), House of Cards (conception visuelle et design graphique), Marathon (design graphique), Full Circle (photographe et design graphique), Network (conception visuelle), The Chapters Live (illustrations) et Worlds Apart Revisited (photographe).
Alexander Mertsch est un autre artiste visuel important pour le groupe. Celui-ci fait le design pour les deux derniers albums studio du groupe, soit 20/20 et Sagacity, ainsi que l’album «ive Spin it Again Live in Munich. En 2013, seulement un an après la sortie de l’album 20/20 du groupe canadien Saga, Justin Timberlake lance son tout dernier album, The 20/20 Experience. La sortie de cet album sème la controverse auprès des admirateurs du groupe Saga, qui accusent l’équipe de production américaine d’avoir plagié le travail de la formation canadienne et du photographe Alexander Mertsch. En effet, sur la pochette d’album de Justin Timberlake, conçue par le directeur à la création Doug Lloyd et par le photographe Tom Munro, on peut le voir debout derrière un phoroptère (outil utilisé par les optométristes). L’image est difficilement dissociable de la pochette d’album du groupe Saga qui arbore Albert Einstein derrière un phoroptère et qui porte un titre d’album très similaire à celui de l’artiste américain. Cependant, aucune poursuite judiciaire ne fut entamée par le groupe à la suite de cette légère controverse.
Plusieurs autres artistes visuels ont notamment travaillé avec le groupe : 
- Pour l'album Worlds Apart, Stephen Jacaruso travaille sur le design, Frank Griffin, David M. Kennedy et Brian Harmes travaillent comme photographes et Ioannis travaille comme directeur artistique et sur l'art digital de la pochette.
- Pour Heads or Tales, Spencer Drate et Judith Salavetz travaillent comme directeurs artistiques, Larry Williams comme photographe et Stephen Durke travaille sur les illustrations.
- Pour Steel Umbrellas, la pochette est conçue par Heidi Coyle.
- Pour Generation 13, le groupe fait à nouveau affaire avec Ioannis comme directeur artistique et pour le travail digital, ainsi qu'avec Stephen Jacaruso pour les illustrations et le design puis avec Penny Chricthon pour la photographie et le design.
- Le design pour Soft Works est conçu par Stephen Jacaruso, alors que Penny Cricthon, Michael Ellis (photographie) et Stephen Hill travaillent sur la photographie.
- La pochette de l'album Pleasure and the Pain fut conçue par les directeurs artistiques Stephen Jacaruso et Ioannis en collaboration avec la photographe Penny Crichton.
- Pour House of Cards, Marathon et The Chapters Live, Penny Crichton travaille comme directrice artistique et s'associe à Eric Fulghum afin de créer les pochettes.
- Les pochettes d'album pour Trust et The Human Condition sont conçues par Thomas Ewerhard.
- Le design pour l'album Worlds Apart Revisited est conçu par Thomas Ewerhard. John Berg et Paul Cemmick travaillent sur les illustrations de la pochette alors que Penny Crichton s'occupe de la photographie.
- Pour 10 000 Days et Contact : Live in Munich, Patrick Zahorodniuk créer les design graphiques et Warren Flanagan conçoit les illustrations.
- Pour l'album Heads or Tales : Live, Stephan Hill, Tatti Oscarsson, Patrick Goodhand, Pej Vongpaisal et Dean Meehan travaillent comme photographes en collaboration avec Antej Warnecke qui travaille sur le design graphique de l'album.

## Prix et distinctions
Au cours de sa longue carrière, Saga reçoit plusieurs prix et distinctions au Canada et en Europe. Ceux-ci sont entre autres reconnus en 1981 lors des Prix Juno canadiens comme étant le groupe musical le plus prometteur de l’année. Le groupe connaît énormément de succès en Allemagne depuis le tout début de sa carrière et de ce fait, obtient le prix « German Gold Concert Ticket Award » en 1982 pour avoir vendu un nombre remarquable de billets de concert en 1981. 1982 et 1983 furent d’excellentes années pour le groupe. En février 1982, la formation reçoit son premier album coté or avec Worlds Apart avec 50 000 copies vendues au Canada seulement. Le même album recevra également la cote or en 1983 aux États-Unis, totalisant une vente jamais vue avant pour le groupe de 800 000 albums vendus. En 1982, l’album Silent Knight (lancé en 1980) obtient également l’or. La même année, l'album In Transit atteint la cote or en octobre. En seulement trois mois, In Transit devient le tout premier album du groupe Saga à atteindre la cote platine en janvier 1983. Sur une autre note, l’album In Transit, qui connait un succès reconnaissable, est le tout premier album rock « live » sorti sur CD qui soit complètement digital.

## Discographie

### Albums studio
- 1978 : Saga[47]
- 1979 : Images at Twilight
- 1980 : Silent Knight
- 1981 : Worlds Apart
- 1983 : Heads or Tales
- 1985 : Behaviour
- 1987 : Wildest Dreams
- 1989 : The Beginner's Guide to Throwing Shapes
- 1993 : The Security of Illusion
- 1994 : Steel Umbrellas
- 1995 : Generation 13 (album-concept)
- 1997 : The Pleasure and the Pain
- 1998 : Phase One (inédit)
- 1999 : Full Circle
- 2001 : House of Cards (en)
- 2003 : Marathon
- 2004 : Network
- 2006 : Trust
- 2007 : 10.000 Days
- 2009 : The Human Condition
- 2012 : 20/20
- 2014 : Sagacity
- 2021 : Symmetry (new-version)

### Albums live
- 1982 : In Transit - Live
- 1998 : Detours - Live (enregistré en 1997)
- 2005 : Chapters Live (enregistré en 2003)
- 2007 : Worlds Apart Revisited
- 2009 : Contact - Live in Munich (enregistré en 2007)
- 2011 : Heads or Tales - Live
- 2013 : Spin it Again! Live in Munich
- 2018 : So Good So Far – Live At Rock Of Ages

### Compilations
- 1986 : Time's Up
- 1991 : The Works (double album)
- 1992 : Wind Him Up - Best
- 1993 : All the Best
- 1994 : The Very Best of
- 1994 : Defining Moments
- 1995 : Wildest Dreams
- 1997 : How Do I Look
- 2006 : Remember When - The Very Best of Saga

### DVD
- 2002 : Silhouette
- 2003 : The Official Bootleg
- 2004 : All Areas - Live in Bonn (Live 2002. A 2 DVD set with the unofficial 2003 bootleg was sold as a Limited Edition)
- 2007 : Worlds Apart Revisited (live à Pratteln en 2005)
- 2008 : Contact - Live in Munich (live à Munich en 2007)
- 2013 : Spin it again ! - Live in Munich (live à Munich en 2012. On DVD & Bluray)
- 2018 : So good so far rock of ages

### Albums solo

#### Ian Crichton
- 1995 : Welcome to the Boom Boom Room[53]
- 1997 : Getthos By Design[53]
- 2022 : six by six self titled album[53]
- 2024 : six by six beyond shadowland[53]

#### Jim Gilmour
- 1996 : Instrumental Encounters[53]
- 2005 : Great Escape[53]

#### Steve Negus
- 2007 : Dare to Dream[53]

#### Gilmour Negus Project
- 1989 : Safety Zone[53]

#### Michael Sadler
- 1998 : Back to where you belong[53]
- 2004 : Clear[53]